# Helen Burns (attrice)
Helen Burns (Londra, 22 dicembre 1916 – 23 luglio 2018) è stata un'attrice britannica.

## Biografia
È nota soprattutto per aver recitato nel dramma di Arthur Miller The Last Yankee, in scena al Young Vic e al Duke of York's Theatre di Londra nel 1993 con Zoë Wanamaker e Peter Davison; per la sua performance ha vinto il Laurence Olivier Award alla miglior attrice non protagonista.

## Filmografia
- Changeling (The Changeling), regia di Peter Medak (1980)
- Zorro mezzo e mezzo (Zorro, the Gay Blade), regia di Peter Medak (1981)